# Toni Jeričević
Toni Jeričević (Zadar, 17. srpnja 1983.) hrvatski je televizijski voditelj koji je radio na projektima za Novu TV, RTL, HRT, OBN TV i MrežaTV. 
Jeričević je srednju školu i fakultet završio u SAD-u među desetoricom najboljih studenata svoje generacije.[nedostaje izvor] Primatelj je prestižne nagrade za studentske dosege Wall Street Journala kao najbolji poslovni student generacije. Živio je i radio u Kini za The Walt Disney Company. Trenutno radi u nekretninskoj industriji kao licencirani agent za nekretnine.

## Kazališne uloge
- "All In The Timing" (2001./02.), komedija
- "Master Class of Maria Callas" (2001/02), drama
- "Rhinoceros" (2002./03.), drama
- "You Can't Take It With You" (2003/04), komedija
- "It's Just A Play" (2004./05.), komedija
- "Tisuću i Jedna Noć" (2006./07.), drama
- "Lažljivac" (2007.), komedija
- "Ribarske priče" (2007.), komedija
- "Tablica dijeljenja" (2008./09.), dječja predstava

## Televizijske uloge
- "Glazbena Prskalica" (2013.), Mreža TV
- "Najbrzi Igrac" (2012.), OBN
- "Ruža vjetrova" (2012.), RTL
- "My Dad Is Better Than Your Dad" (2008.), NovaTV
- "Nova lova (kviz)" (voditelj, 2008.), NovaTV
- "Bitange i princeze" (2005.), HRT2
- "Pazi Zid" (2008.), NovaTV
- "Fear Factor" (2007.), RTL

## Film
- "Unexpected Delivery" (kratki film, 2012.), Your Film Festival

## Vanjske poveznice
- Toni Jeričević u internetskoj bazi filmova IMDb-u (engl.)